# Arschgeweih

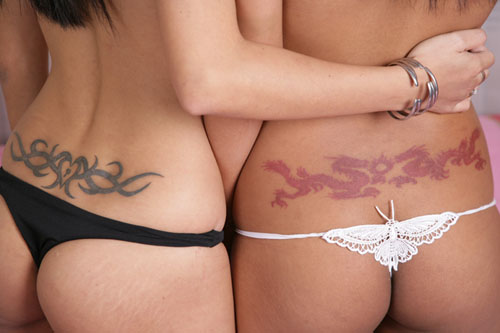
Tätowierungen oberhalb des Steißbeins

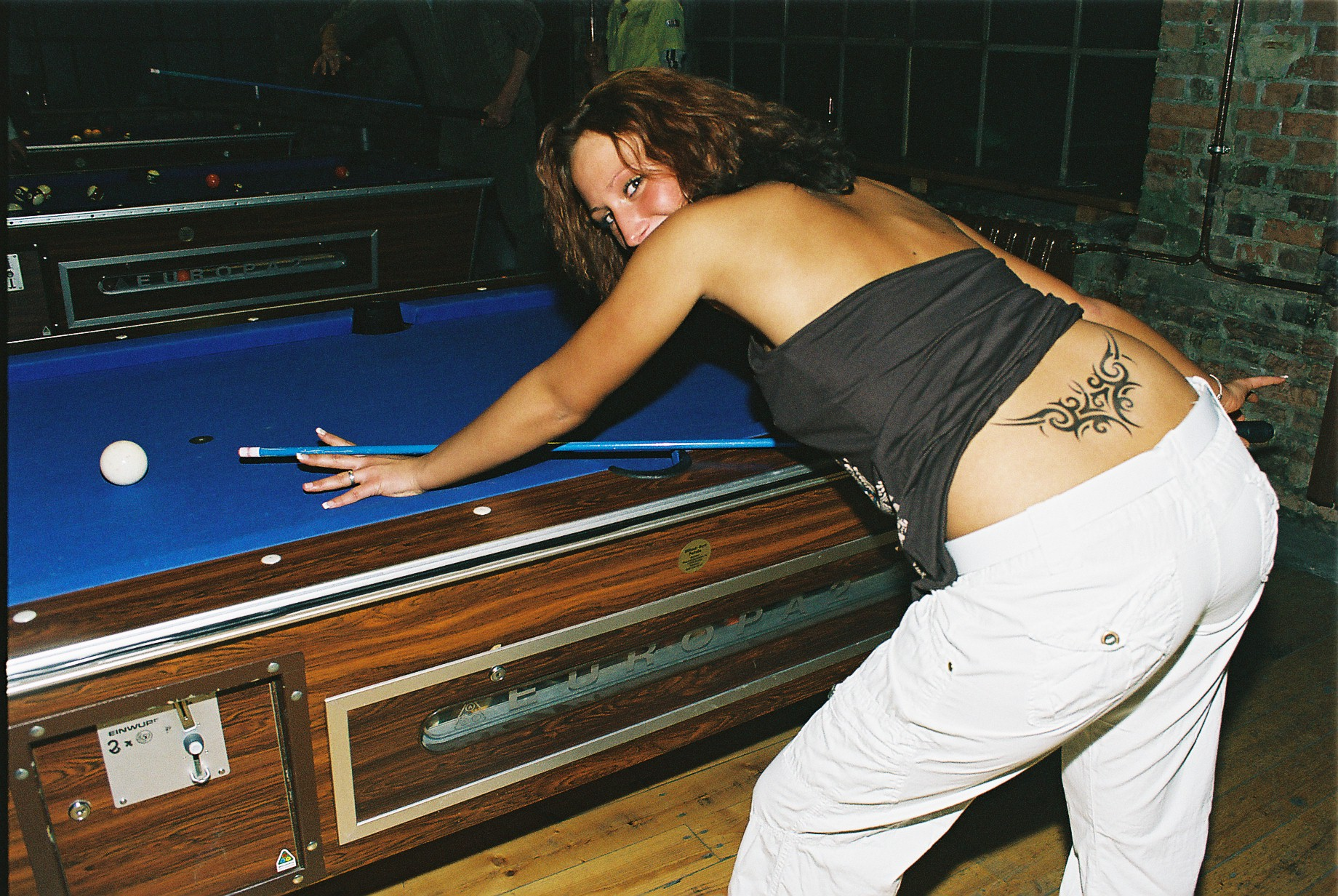
Trägerin eines sogenannten „Arschgeweihs“ (2006)

Mit dem Vulgarismus Arschgeweih bezeichnet man umgangssprachlich eine längliche, meist symmetrische Tätowierung auf dem Rücken eines Menschen, meistens einer Frau, kurz oberhalb des Kreuzbeins. In der Fachsprache nennt man diese Tätowierung Lower-Back-Tattoo.

## Körpergegend und Form
Die Ausführung der Tätowierung ist vorwiegend ein geschwungenes, verzweigtes Phantasieornament (Tribal). Die Lineart ist meist spiegelsymmetrisch zur Wirbelsäule. Die waagerechte Ausdehnung in der Breite beträgt das Zwei- bis Vierfache der Höhe. Die Form entspricht mit dieser Ausdehnung einem Kreuz oder einem verbreiterten „T“ bzw. „Y“, oder auch einem „V“. Die Namensgebung erfolgte wegen des an ein Geweih erinnernden Aussehens und wird ergänzt durch Bezug auf die Trageposition oberhalb des Gesäßes. Diese Tätowierungsform wird fast ausschließlich von Frauen getragen.

## Geschichte
Die Tätowierung wurde in den späten 1990er Jahren im Rahmen der Bauchfreimode populär. Mit Begriffen wie Steißgeweih, Steißbeintattoo oder Steißbeintribal wurde versucht, einen neutral klingenden Begriff zu etablieren. In den 2000er Jahren war die Tätowierung besonders populär.
Laut Frankfurter Allgemeine Zeitung wurde der Begriff „Arschgeweih“ vom bekannten Tätowierer Pogo aus Österreich 2002 erfunden. Nachdem er auf den Begriff gekommen war, ließ er 5000 Aufkleber damit drucken und nahm sie mit auf eine Tattoo-Convention und sorgte für die Verbreitung des Begriffs.
Der Begriff „Arschgeweih“ wurde beispielsweise durch die Sendung Genial daneben vom 7. Februar 2004 populär, in der das Rateteam die Frage „Was ist ein Arschgeweih?“ nicht beantworten konnte.
2004 erlebte die Popularität des Arschgeweihs ihren Höhepunkt. Bild suchte im Sommer 2004 „das schönste Arschgeweih“ und Hunderte Leserinnen schickten Fotos ihres Arschgeweihs. Es kam zu Wahlen der Miss Arschgeweih.
Der Komiker Michael Mittermeier trug 2004 in seiner Bühnenshow Paranoid ebenfalls zur Verbreitung des Begriffs bei.
Dabei setzte zugleich die Abwertung dieses Tattoos ein. Diese Abwertung gab es auch in anderen Ländern. In den USA gibt es beispielsweise den Begriff tramp stamp (Schlampenstempel). In Österreich nennt man so ein Tattoo scherzhaft „Oarschvignette“. Der Begriff „Schlampenstempel“ ist in der Schweiz populär.

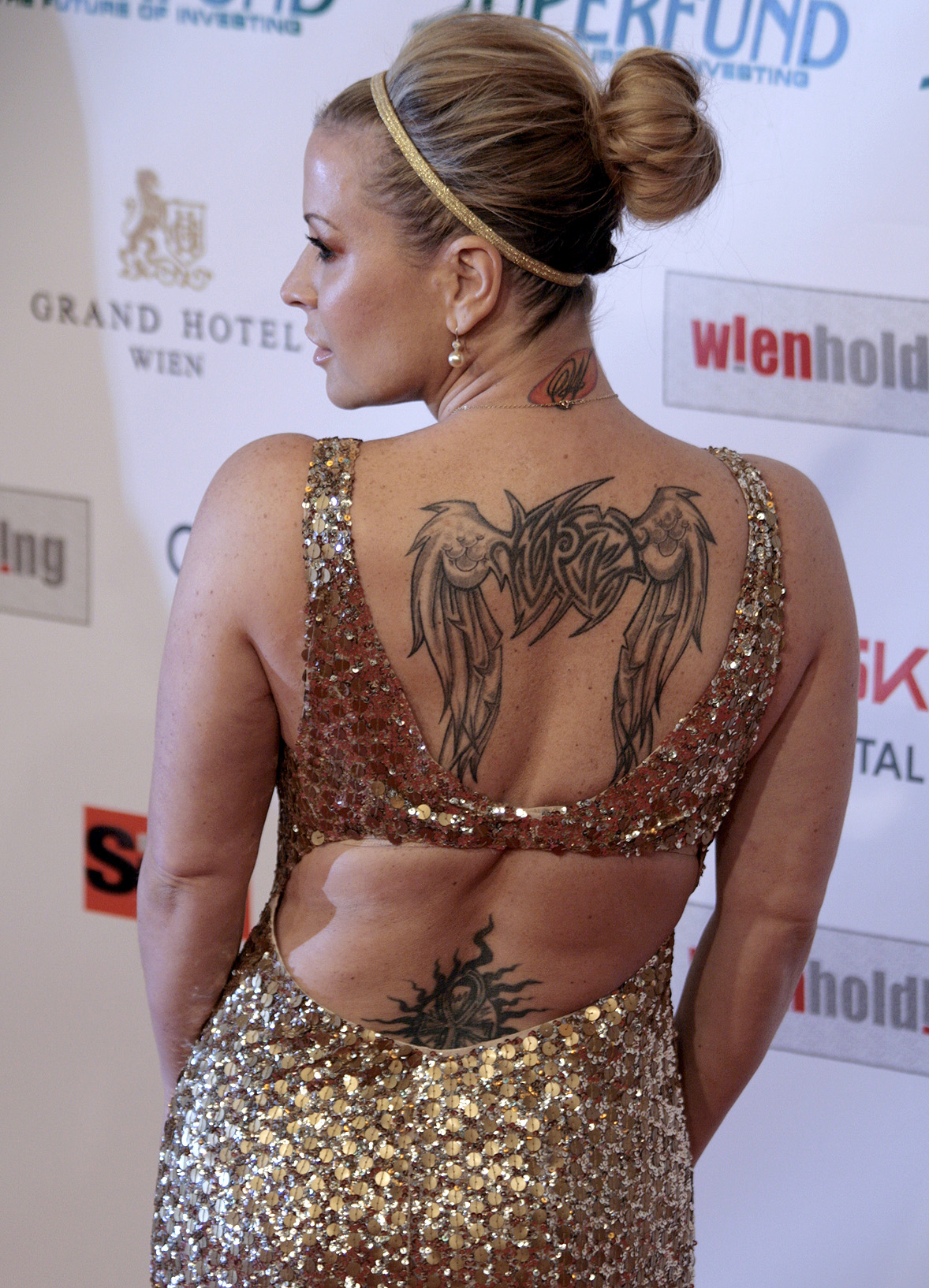
Sängerin Anastacia

Auch bekannte Frauen wie Britney Spears, Christina Aguilera, Anastacia und Angelina Jolie tragen Arschgeweihe bzw. ähnliche Tattoos. Jessica Alba ließ ihr Arschgeweih weglasern, das sie sich mit 17 Jahren stechen ließ.
Viele Frauen ließen ihr Arschgeweih umarbeiten, vergrößern, verzieren oder weglasern. Eine der bekanntesten deutschen Trägerinnen war Sabrina Setlur.
Im Jahr 2009 wurde die erste Barbie mit einem Sortiment an Tattoo-Aufklebern, darunter auch einem für den unteren Rücken, vermarktet.
In dem Lied Bye Bye Arschgeweih thematisierte die Sängerin Ina Müller eine Laserentfernung der Tätowierung.
Seit den 2010er Jahren wurde das Arschgeweih eher als Jugendsünde angesehen, und manch eine Trägerin wollte es gerne wieder entfernen lassen.
In den 2020er jedoch beginnt es zusammen mit anderen kulturellen Fragmenten der frühen 2000er Jahre wieder an Popularität zu gewinnen.